# Шигаев, Николай Николаевич
Никола́й Никола́евич Шига́ев (1911 — 1938) — советский борец классического стиля, чемпион и призёр чемпионатов СССР.

## Биография
Начал заниматься борьбой в 16 лет. Тренировался под руководством А. И. Андерсена.
Участвовал в пяти чемпионатах СССР, чемпион страны 1936 года. Выступал в полусредней весовой категории (до 72 кг).
Занимался тренерской деятельностью в Азербайджанской ССР. Среди его учеников — А. Карапетян, Д. Коберидзе.
Скончался в июле 1938 года.

## Спортивные результаты
- Чемпионат СССР по классической борьбе 1933 года — ;
- Чемпионат СССР по классической борьбе 1934 года — ;
- Чемпионат СССР по классической борьбе 1935 года — ;
- Чемпионат СССР по классической борьбе 1936 года — ;